# Santa Clara de Saguier
Santa Clara de Saguier es un pueblo y comuna del departamento Castellanos, provincia de Santa Fe, Argentina, ubicada a 132 km de la capital provincial. Está hermanada con la ciudad italiana de Villanova d'Asti.[cita requerida]

## Historia
En 1893 Domingo Minetti llega y se instala en estas tierras donde comienza a organizar su molino harinero junto con su hermano Juan y su socio, Don José Marconetti. Minetti se encontraba ya casado con Juana Ambrosio, con quien tuvo cinco hijos. Fue el primer intendente de la localidad.

## Fundación
El 7 de noviembre de 1883 e Ataliva Roca se presentó ante el Departamento Topográfico de la provincia de Santa Fe solicitando autorización para fundar, en terrenos de su propiedad, una colonia al oeste de la provincia, con el nombre de Santa Clara. Ataliva Roca, pertenecía a la empresa colonizadora del suizo alemán Guillermo Lehmann.
El empresario había reservado en el plano de la traza de la colonia, varias concesiones para el establecimiento de un pueblo, las mismas sobre las cuales hoy tiene asiento Santa Clara de Saguier, sin embargo nunca lo hizo. Roca decidió venderlas a Rafael Escriña tiempo antes de que fueran pobladas, siendo este último quien la fundara el 4 de septiembre de 1891 (133 años).

## Creación de la Comuna
- 8 de enero de 1912

## Clubes

### Club Sportivo Santa Clara
El Club Sportivo Santa Clara, llamado corrientemente Sportivo Santa Clara o simplemente Sportivo, o por su acrónimo CSSC, es una entidad deportiva de Santa Clara de Saguier, Santa Fe. Su disciplina principal es el fútbol masculino, que participa actualmente de la Liga Rafaelina de Fútbol en las siguientes categorías: Novena, Octava, Séptima, Sexta, Reserva y Primera. Asimismo, en el club se practican otras tres disciplinas: vóley femenino, tenis y patín.
El club se fundó el 1 de septiembre de 1941. Se localiza en Avenida San Martín 617. Actualmente la cantidad de socios ronda el número de 600. El presidente es Gustavo Macello.

## Parroquias de la Iglesia católica en Santa Clara de Saguier
| Diócesis  | Rafaela             |
| --------- | ------------------- |
| Parroquia | Santa Clara de Asís |